# Мекиње (Камник)
Мекиње (словен. Mekinje) је насељено место у општини Камник, Средњесловенска регија, Словенија.

## Историја
До територијалне реорганизације у Словенији било је у саставу старе општине Камник.

## Становништво
У попису становништва из 2011. године, Мекиње је имало 1.582 становника.
| Број становника према пописима | Број становника према пописима | Број становника према пописима |
| ------------------------------ | ------------------------------ | ------------------------------ |
| 1991                           | 2002                           | 2011                           |
| 1.223                          | 1.493                          | 1.582                          |